# Petrolina
Petrolina es un municipio brasileño del interior del estado de Pernambuco. Tiene una población estimada al 2020 de 632 268 habitantes, lo que la convierte en la cuarta ciudad más grande del interior nororiental del país.
Petrolina fue fundada en 1870. Su región fue frecuentada habitualmente por el fraile capuchino italiano Henrique, quien llevó a cabo intensas misiones en los pueblos cercanos al río San Francisco. En uno de ellos, el fraile decidió construir una capilla dedicada a Nossa Senhora Rainha dos Anjos, y a partir de esta construcción se produjo un crecimiento poblacional en la región donde se ubica la sede municipal.  Hacia la década de los 80, sus primeras bodegas fueron irrigadas por las aguas del San Francisco, con lo que fueron apareciendo industrias relacionadas con la producción de vino .  Actualmente, el municipio consta de tres distritos, además de su sede, se subdivide en 5 regiones con varios barrios.

## Historia
Según la tradición local, el territorio donde hoy se ubica el municipio de Petrolina habría sido explorado primero por los frailes franciscanos, quienes evangelizaron a los indígenas de la región. Los frailes capuchinos franceses contaron con el consenso del cacique indio Rodela; en 1674 Francisco Rodela recibió el grado de capitán de aldea.
En el siglo XVIII, el primer habitante se instaló en el lugar llamado Passagem, en el margen izquierdo del río San Francisco , frente a Juazeiro, en la provincia de Bahía. Este habitante llamado Pedro, además de dedicarse a la agricultura, la pesca y la cría de cabras, solía transportar en canoa personas y carga entre las riberas opuestas del río. Es muy posible que, junto a este primer habitante, se hayan instalado otros aprovechando la ocupación iniciada por Pedro. Aun así, no hay rastros de una población registrada oficialmente durante el siglo XVIII.
En el interior existen inidicios de asentamientos indígenas que datan de 1817. En Cachoeira do Roberto, el capuchino fray Ângelo construyó una capilla dedicada a Nossa Senhora das Dores, con la ayuda de Inácio Rodrigues de Santana, vecino de la localidad; y en Caboclo, Roberto Ramos da Silva levantó una iglesia en honor al Senhor Bom Jesus do Bom Fim. En 1841 el pasaje, ya llamado Pasaje de Juazeiro, aún no era un pueblo, aunque con algunas casas dispersas y varios habitantes. Por su ubicación en el extremo suroeste del estado, a orillas del río San Francisco, era un punto de convergencia y paso obligado para los vaqueros y comerciantes del interior de Pernambuco, Piauí y Ceará, que cruzaban este río hacia el estado de Bahía y viceversa. Este intenso movimiento resultó en la formación de las dos ciudades: Petrolina, en un lado del río, donde ya existían ranchos ganaderos, y Juazeiro en el lado opuesto.
Fue el capuchino Henrique, italiano que inició la predicación misionera, a pedido del entonces vicario de Boa Vista (en cuyo territorio estaba el Pasaje), el Padre Manoel Joaquim da Silva, tuvo la idea de construir en ese lugar, una capilla bajo la advocación de Santa Maria Rainha dos Anjos. En 1858, tras la bendición de la finca, el Fray Henrique colocó la primera piedra para la construcción de la iglesia, que no se terminó hasta 1860, recibiendo la imagen de su patrón. Este templo es de estilo neocolonial y está frente al río San Francisco. En las inmediaciones del templo, en el lugar denominado Grude, apareció el primer asentamiento de la ciudad. Desde entonces se ha intensificado el asentamiento de la región, que pronto se convirtió en un próspero municipio, con la activación del comercio entre las dos orillas, pues Juazeiro ya era una aldea desde 1833.
En vista de la gran extensión del territorio bajo su responsabilidad, el párroco pidió al obispo diocesano D. João da Purificação Marques Perdigão que dividiera la parroquia, estableciendo otra. El obispo presentó la solicitud a la Asamblea Provincial, que la atendió, y por Ley Provincial N ° 530, de 7 de junio de 1862, se elevó a sede la capilla de Santa Maria Rainha dos Anjos, desmembrada de la parroquia de Santa Maria da Boa Vista. El primer vicario fue el mismo sacerdote Manoel Joaquim da Silva, quien eligió dirigir la nueva parroquia. La misma Ley Provincial n.º 530 elevó a Pasaje do Juazeiro a la categoría de villa y le transfirió la sede del término de Boa Vista.

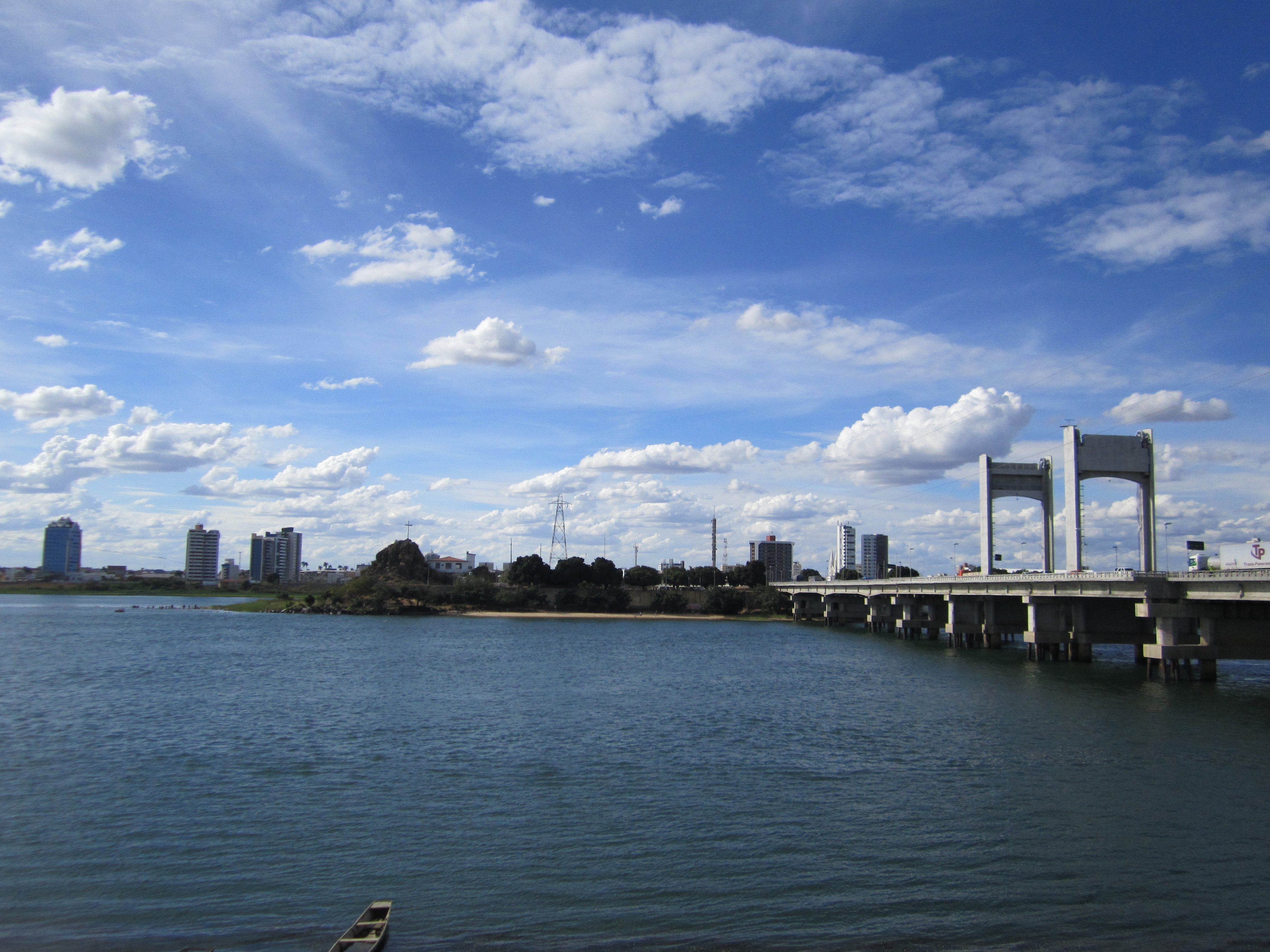
Puente Presidente Dutra

El pueblo recibió el nombre de Petrolina en honor al emperador Pedro II, quien luego ocupó el trono de Brasil. Existe una versión según la cual el topónimo sería un doble tributo, con la adición del nombre del emperador, en su forma latina (Petrus), al de la emperatriz Tereza Cristina , dando como resultado Petrolina. Otra versión sugiere que el topónimo se habría derivado de “piedra hermosa”, expresión que se le da a una piedra que se encontraba en la ribera del río, junto a la matriz, y que se utilizó en la mampostería de la catedral de Petrolina, uno de los mayores monumentos históricos de la ciudad.
El municipio se constituyó el 26 de abril de 1893, adquiriendo autonomía legislativa. Su primer alcalde electo fue el teniente coronel Manoel Francisco de Souza Júnior. La Ley del Estado n.º 130, del 3 de julio de 1895, elevó a la categoría de ciudad la localidad de Petrolina, la cual fue instalada solemnemente el 21 de septiembre de 1895.
El Aeropuerto Internacional Senador Nilo Coelho fue inaugurado en 1979 pero recién entró en funcionamiento en 1981, el segundo aeropuerto más grande de Pernambuco.

## Geografía
El municipio tiene una superficie de 4.558.398 km², con 244.800 km² de perímetro urbano y los 4.313.598 km² restantes forman el área rural del municipio. Es el municipio más grande en extensión territorial de Pernambuco. Se ubica a los 09º 23 '55 " de latitud sur y 40º 30' 03" de longitud oeste,  estando a 712 km al oeste de la capital del estado. Los municipios vecinos son: Dormentes, al norte; estado de Bahía, al sur; Lagoa Grande al este y Afrânio y el estado de Bahía al oeste.

### Proyección
| Año  | Población Petrolinense | Fuente |
| ---- | ---------------------- | ------ |
| 2030 | 432 447                |        |
| 2040 | 441 334                |        |
| 2050 | 451 817                |        |
| 2060 | 459 018                |        |
| 2070 | 463 554                |        |
| 2080 | 476 334                |        |
| 2090 | 493 776                |        |
| 2100 | 501 336                |        |

### RIDE Petrolina y Juazeiro
La Región Administrativa Integrada para el Desarrollo de Polo Petrolina y Juazeiro (RIDE), fue establecida por ley complementaria n.º 113, del 19 de septiembre de 2001, y fue reglamentada por el Decreto n.º 4366, del 9 de septiembre de 2002. La región tiene una extensión aproximada de 35.000 km², con una población aproximada de 700.000 habitantes. RIDE cubre cuatro municipios de Pernambuco: Petrolina, Lagoa Grande, Santa Maria da Boa Vista y Orocó; y cuatro municipios de Bahía: Juazeiro, Casa Nova, Curaçá y Sobradinho. El acceso entre las dos ciudades más grandes de la región se realiza a través del Puente Presidente Dutra.

### Hidrografía
El municipio está ubicado en la unidad geoambiental de la Depresión Sertaneja, unidad que está formada por las principales características de la región semiárida nororiental. Su relieve está marcado por una superficie de pediplanación muy monótona, predominantemente lisa-ondulada y atravesada por estrechos valles con lados disecados. En la línea del horizonte también hay elevaciones residuales, crestas con o sin colinas. Este tipo de relieve es un testimonio de los intensos ciclos de erosión que alcanzaron el interior del noreste. La altitud media del distrito de la sede del municipio es de 376 metros sobre el nivel del mar.
Petrolina está inserta en la macrocuenca hidrográfica del río San Francisco, el río Pontal y el grupo de pequeños ríos cuencas interiores. Todos sus cursos de agua, a excepción de San Francisco, son intermitentes y tienen un patrón de drenaje dendrítico. Al sur del municipio se ubican algunas de las principales islas del San Francisco. Las presas más importantes del municipio son: Vira Beiju ( 11.800.000 m³), Salina ( 4.021.375 m³), Baixa do Icó (1.300.000 m³) y Barreira Alegria con una capacidad de 2.880.000 m³ de agua. También hay lagunas: Craíba, Junco, Areia y Tapera.